# 记室参军
記室參軍，中國古代官名。
記室是指掌官文書之官。最初在東漢時太尉屬官有記室令史，太守屬官有記室史。魏晉南北朝時，各地方官、王國王府等單位底下，開始設有記室參軍專門掌管軍隊裡的文書起草、記錄表彰等重要工作。元代廢除此制。